# Patrick Ax
Patrick Ax (Groningen, 1 december 1979) is een voormalig Nederlands voetballer.
Zijn profcarrière begon bij FC Groningen die hem bij amateurclub GVAV wegplukte. Tussen 1996 en 1998 kwam hij 7 keer uit voor Groningen.
Hij vertrok naar Vitesse uit Arnhem, waar hij slechts 1 wedstrijd zou spelen, alvorens hij in zijn 2e seizoen werd verhuurd aan De Graafschap. Voor de Doetinchemmers speelde hij 16 wedstrijden en maakte hij ook zijn eerste doelpunten.
Aan het eind van het seizoen 1999/2000 vertrok hij naar N.E.C., waar hij 4 seizoenen speelde. In 2004 keerde hij terug bij De Graafschap. Hij degradeerde met de 'superboeren' en speelde ook in het seizoen 2005/2006 bij De Graafschap, waar zijn aflopende contract niet verlengd werd.
Sinds het seizoen 2006/2007 speelt hij voor Go Ahead Eagles uit Deventer.
Vanaf de tweede seizoenshelft 2008/2009, speelt hij bij de Helmondse hoofdklasser Dijkse Boys. In verband met zijn werk verhuisde hij naar Eindhoven. Hij kon zijn werk niet combineren met het voetballen bij het Germania uit Groesbeek. Met Dijkse Boys promoveerde hij in 2010 naar de Topklasse. Ax ging in de zomer van 2010 naar TEC uit Tiel dat speelt in de zondag tweede klasse F in het district Zuid 1. Na zijn voetbalcarrière ging hij verder als trainer. Sinds 2014 traint hij de jeugd van Vitesse.
| Seizoen | Club            | Competitie     | Wedstrijden | Doelpunten |
| ------- | --------------- | -------------- | ----------- | ---------- |
| 1996/97 | FC Groningen    | Eredivisie     | 4           | 0          |
| 1997/98 | FC Groningen    | Eredivisie     | 3           | 0          |
| 1998/99 | Vitesse         | Eredivisie     | 1           | 0          |
| 1999/00 | De Graafschap   | Eredivisie     | 16          | 5          |
| 2000/01 | N.E.C.          | Eredivisie     | 26          | 2          |
| 2001/02 | N.E.C.          | Eredivisie     | 27          | 4          |
| 2002/03 | N.E.C.          | Eredivisie     | 26          | 2          |
| 2003/04 | N.E.C.          | Eredivisie     | 25          | 1          |
| 2004/05 | De Graafschap   | Eredivisie     | 19          | 1          |
| 2005/06 | De Graafschap   | Eerste divisie | 33          | 7          |
| 2006/07 | Go Ahead Eagles | Eerste divisie | 29          | 4          |
| 2007/08 | Go Ahead Eagles | Eerste divisie | 2           | 0          |